# Ivan Režić
Ivan Režić (Split, 15. rujna 1979.) umirovljeni je hrvatski nogometaš.
Seniorsku nogometnu karijeru započeo je u sezoni 1997./98. u Varaždinu, igrajući za Varteks. Nakon prve odigrane sezone i nastupa na Europskom prvenstvu reprezentacija do 19 godina na Cipru, uočili su ga skauti milanskog Intera te je Režić, s manje od 10 profesionalnih utakmica, preselio u jedan od vodećih klubova talijanske Serie A. Trenirao je s pričuvnom momčadi i nije uspio skupiti ni jedan seniorski nastup te se nakon godinu dana vratio u matični klub.
Režić je u sezoni 2002./03. došao u sukob s čelnicima kluba odbivši potpisati novi ugovor. Na ljeto 2004. prešao je u grčki Olympiakos, gdje je ponovo cijelu sezonu proveo uglavnom na klupi ili na tribinama. Nakon raskida ugovora s grčkim poslodavcem pauzirao je pola sezone, nakon čega se vratio u hrvatski nogomet potpisavši 6-mjesečni ugovor sa splitskim Hajdukom.
Rođeni Splićanin, Režić se za boravka u Hajduku nije posebice istakao. Nakon 6 mjeseci otišao je iz kluba i zajedno s Tvrtkom Kalom potpisao jednogodišnji ugovor s izraelskim Maccabi Tel-Avivom. Nakon odrađenog ugovora, u ljeto 2007. postao je slobodan igrač te je završio nogometnu karijeru.
Za reprezentaciju je nastupio 9. veljače 2003. godine u prijateljskoj utakmici s Makedonijom u Šibeniku te je odigrao prvih 45 minuta.

## Vanjske poveznice
- Nogometni-magazin: statistika